# Ourapteryx margaritata
Ourapteryx margaritata är en fjärilsart som beskrevs av Moore 1868. Ourapteryx margaritata ingår i släktet Ourapteryx och familjen mätare. Inga underarter finns listade i Catalogue of Life.